# Parrocchie della diocesi di Vicenza

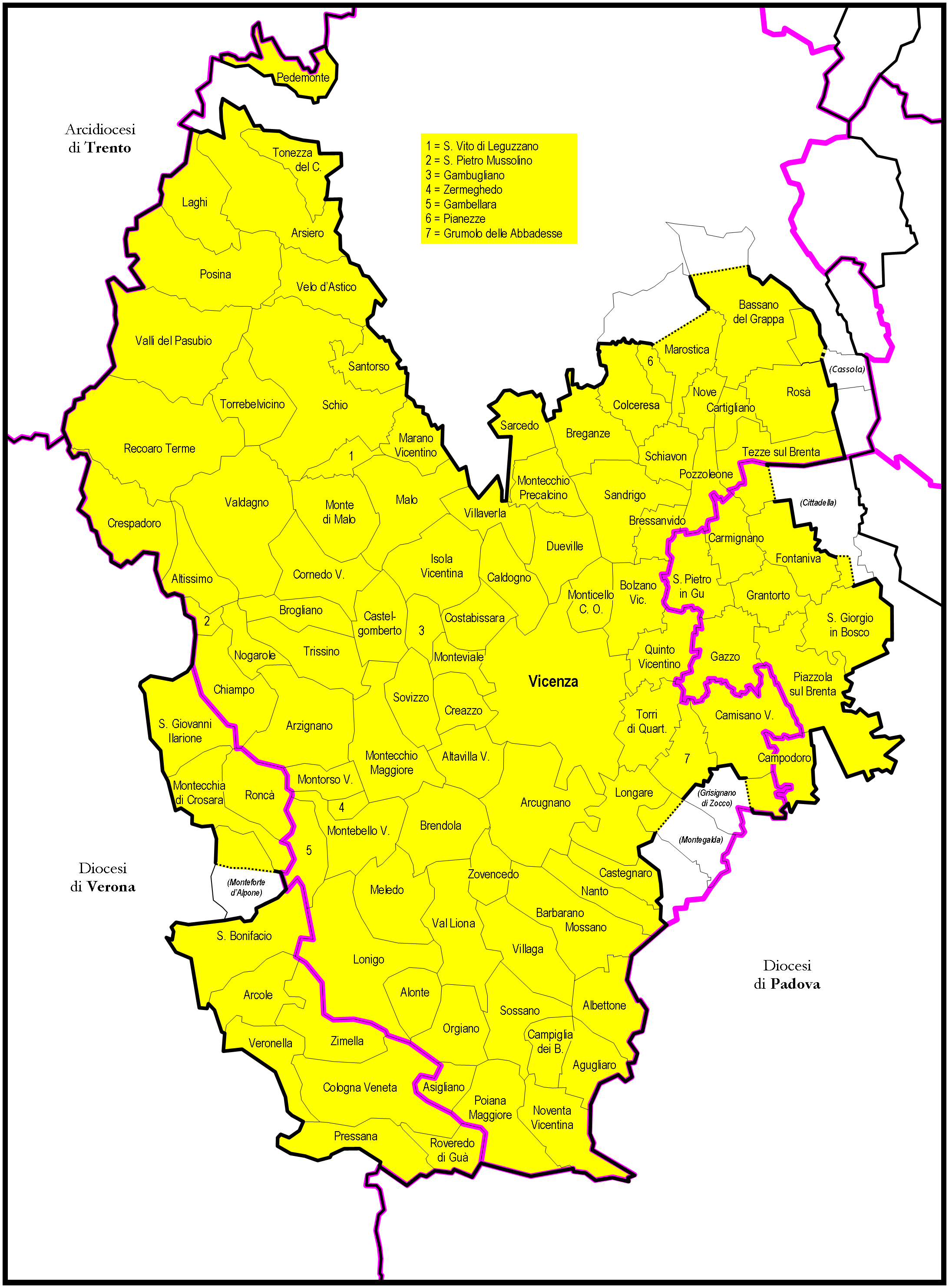
Il territorio della diocesi

Le parrocchie della diocesi di Vicenza sono 356 distribuite in un'area che comprende comuni della provincia di Vicenza, della provincia di Padova e della provincia di Verona.

## Vicariati
Le parrocchie sono raggruppate in 14 vicariati che, a loro volta possono essere suddivisi in unità pastorali.

### Vicariato urbano
Comprende le parrocchie dei comuni di Arcugnano, Creazzo, Vicenza e Zovencedo e della frazione San Giovanni in Monte di Barbarano Mossano. La popolazione del territorio ammonta a 145.322 unità.
| Parrocchia                            | Patrono                                           | Comune            | Frazione/Quartiere    | Popolazione | Web                                                  |
| ------------------------------------- | ------------------------------------------------- | ----------------- | --------------------- | ----------- | ---------------------------------------------------- |
| Cattedrale                            | Santa Maria Annunciata                            | Vicenza           | Centro storico        | 2.112       |                                                      |
| Anconetta                             | Immacolata di Lourdes                             | Vicenza           | Anconetta             | 2.800       |                                                      |
| Araceli                               | Araceli in Cristo Re                              | Vicenza           | Araceli               | 5.020       |                                                      |
| Ausiliatrice                          | Santa Maria Ausiliatrice                          | Vicenza           | Saviabona             | 3.900       |                                                      |
| Bertesina                             | San Cristoforo                                    | Vicenza           | Bertesina             | 1.300       |                                                      |
| Bertesinella                          | San Benedetto abate                               | Vicenza           | Bertesinella          | 4.480       |                                                      |
| Campedello                            | Sacro Cuore di Gesù                               | Vicenza           | Campedello            | 1.517       |                                                      |
| Casale                                | Santa Maria Assunta                               | Vicenza           | Casale                | 1.650       |                                                      |
| Creazzo                               | Sant'Ulderico                                     | Creazzo           | centro                | 2.850       |                                                      |
| Cuore Immacolato di Maria-San Bortolo | Cuore Immacolato di Maria                         | Vicenza           | San Bortolo           | 7.400       |                                                      |
| Debba                                 | San Gaetano Thiene                                | Vicenza           | Debba                 | 1.065       |                                                      |
| Laghetto                              | San Giovanni Battista                             | Vicenza           | Laghetto              | 2.460       |                                                      |
| Longara                               | Santi Filippo e Giacomo                           | Vicenza           | Longara               | 2.779       |                                                      |
| Maddalene                             | San Giuseppe                                      | Vicenza           | Maddalene             | 3.070       |                                                      |
| Madonna della Pace-Stanga             | Santa Maria Regina della Pace                     | Vicenza           | Stanga                | 6.000       |                                                      |
| Olmo                                  | San Nicolò                                        | Creazzo           | Olmo                  | 6.238       |                                                      |
| Ospedaletto                           | Sacro Cuore e San Bartolomeo                      | Vicenza           | Ospedaletto           | 1.993       |                                                      |
| Polegge                               | San Giovanni evangelista                          | Vicenza           | Polegge               | 2.346       |                                                      |
| Sacra Famiglia e San Lazzaro          | Sacra Famiglia e San Lazzaro                      | Vicenza           | San Lazzaro           | 6.050       | Archiviato il 15 settembre 2011 in Internet Archive. |
| Sant'Agostino                         | Sant'Agostino                                     | Vicenza           | Sant'Agostino         | 2.400       |                                                      |
| Sant'Andrea                           | Sant'Andrea apostolo                              | Vicenza           | Sant'Andrea           | 4.400       |                                                      |
| Sant'Antonio ai Ferrovieri            | Sant'Antonio di Padova                            | Vicenza           | Ferrovieri            | 4.700       |                                                      |
| San Carlo                             | San Carlo                                         | Vicenza           | Villaggio del Sole    | 3.300       |                                                      |
| Santa Caterina                        | San Silvestro in Santa Caterina vergine e martire | Vicenza           | Centro storico        | 2.995       |                                                      |
| Santa Croce-Carmini                   | Santa Croce in San Giacomo maggiore               | Vicenza           | Centro storico        | 3.870       |                                                      |
| Santa Croce Bigolina                  | San Giovanni evangelista                          | Vicenza           | Santa Croce Bigolina  | 2.527       |                                                      |
| Santi Felice e Fortunato              | Santi Felice e Fortunato                          | Vicenza           | San Felice            | 4.700       |                                                      |
| San Francesco                         | San Francesco d'Assisi                            | Vicenza           | San Francesco         | 2.950       |                                                      |
| San Giorgio                           | San Giorgio martire                               | Vicenza           | Gogna                 | 1.296       |                                                      |
| San Giuseppe                          | San Giuseppe                                      | Vicenza           | Mercato Nuovo         | 3.300       |                                                      |
| San Marcello-Filippini                | San Marcello in San Filippo Neri                  | Vicenza           | Centro storico        | 1.040       |                                                      |
| San Marco                             | San Marco in San Girolamo                         | Vicenza           | Centro storico        | 2.230       |                                                      |
| San Marco Evangelista in Creazzo      | San Marco evangelista                             | Creazzo           | centro                | 4.000       |                                                      |
| Santa Bertilla                        | Santa Maria Bertilla                              | Vicenza           | Santa Bertilla        | 7.500       |                                                      |
| San Michele- Ai Servi                 | San Michele in Santa Maria in Foro                | Vicenza           | Centro storico        | 1.408       |                                                      |
| San Paolo                             | San Paolo apostolo                                | Vicenza           | San Paolo             | 3.500       |                                                      |
| San Pietro                            | San Pietro apostolo                               | Vicenza           | Centro storico        | 5.105       |                                                      |
| San Pietro Intrigogna                 | San Pietro apostolo                               | Vicenza           | San Pietro Intrigogna | 372         |                                                      |
| San Pio X                             | San Pio X                                         | Vicenza           | San Pio X             | 8.500       |                                                      |
| Santo Stefano                         | Santo Stefano                                     | Vicenza           | Centro storico        | 1.080       |                                                      |
| Settecà                               | Santa Maria Annunziata                            | Vicenza           | Settecà               | 920         |                                                      |
| Arcugnano                             | Santa Giustina                                    | Arcugnano         | centro                | 1.710       |                                                      |
| Fimon                                 | Santa Maria                                       | Arcugnano         | Fimon                 | 700         |                                                      |
| Lapio                                 | Santa Croce                                       | Arcugnano         | Lapio                 | 575         |                                                      |
| Perarolo                              | San Bernardino da Siena                           | Arcugnano         | Perarolo              | 580         |                                                      |
| Pianezze del Lago                     | San Giovanni Battista                             | Arcugnano         | Pianezze              | 760         |                                                      |
| San Giovanni in Monte                 | San Giovanni Battista                             | Barbarano Mossano | San Giovanni in Monte | 550         |                                                      |
| San Gottardo                          | San Gottardo                                      | Zovencedo         | San Gottardo          | 643         |                                                      |
| Torri di Arcugnano                    | San Luca evangelista                              | Arcugnano         | Torri                 | 1.960       |                                                      |
| Villabalzana                          | San Nicola vescovo                                | Arcugnano         | Villabalzana          | 400         |                                                      |
| Zovencedo                             | San Nicola di Bari                                | Zovencedo         | centro                | 321         |                                                      |

### Vicariato di Arsiero-Schio
Comprende le parrocchie dei comuni di Arsiero, Laghi, Pedemonte, Posina, Santorso, Schio, Torrebelvicino, Valli del Pasubio e Velo d'Astico e della frazione Forni di Valdastico. La popolazione del territorio ammonta a 61.249 unità. 
| Parrocchia                   | Patrono                                  | Comune             | Frazione/Quartiere | Popolazione | Web |
| ---------------------------- | ---------------------------------------- | ------------------ | ------------------ | ----------- | --- |
| Arsiero                      | San Michele arcangelo                    | Arsiero            | centro             | 3.247       |     |
| San Pietro in Schio          | San Pietro apostolo                      | Schio              | centro             | 8.400       |     |
| Ca' Trenta                   | San Pio X                                | Schio              | Liviera-Ca' Trenta | 2.559       |     |
| Casotto                      | San Giovanni Nepomuceno                  | Pedemonte          | Casotto            | 165         |     |
| Castana                      | San Pietro apostolo                      | Arsiero            | Castana            | 138         |     |
| Enna di Torrebelvicino       | San Giovanni Battista                    | Torrebelvicino     | Enna               | 339         |     |
| Forni                        | Santa Maria Maddalena                    | Valdastico         | Forni              | 426         |     |
| Fusine                       | San Rocco                                | Posina             | Fusine             | 145         |     |
| Giavenale                    | Santa Maria delle Grazie                 | Schio              | Giavenale          | 2.370       |     |
| Laghi                        | San Barnaba apostolo                     | Laghi              | centro             | 116         |     |
| Magrè                        | Santi Leonzio e Carpoforo                | Schio              | Magrè              | 6.892       |     |
| Meda                         | Santissima Trinità                       | Velo d'Astico      | Meda               | 291         |     |
| Monte Magrè                  | Santi Filippo e Giacomo                  | Schio              | Monte Magrè        | 579         |     |
| Pedemonte                    | Santa Maria Assunta                      | Pedemonte          | Brancafora         | 560         |     |
| Piane di Schio               | Beata Vergine Maria di Loreto            | Schio              | Piane              | 338         |     |
| Pievebelvicino               | Santa Maria                              | Torrebelvicino     | Pievebelvicino     | 1.770       |     |
| Poleo                        | San Giorgio                              | Schio              | Poleo              | 2.491       |     |
| Posina                       | Santa Margherita vergine e martire       | Posina             | centro             | 494         |     |
| Sacro Cuore di Gesù in Schio | Sacro Cuore di Gesù                      | Schio              | Sacro Cuore        | 4.260       |     |
| Sant'Antonio del Pasubio     | Sant'Antonio abate                       | Valli del Pasubio  | Sant'Antonio       | 608         |     |
| Sant'Ubaldo                  | Sant'Ubaldo                              | Velo d'Astico      | Lago               | 370         |     |
| Sant'Ulderico di Tretto      | Sant'Ulderico                            | Schio              | Sant'Ulderico      | 247         |     |
| Santa Caterina di Tretto     | Santa Caterina vergine e martire         | Schio              | Santa Caterina     | 135         |     |
| Santa Croce in Schio         | Esaltazione della Santa Croce            | Schio              | Santa Croce        | 4.963       |     |
| Santa Maria di Tretto        | Cuore Immacolato di Maria e San Girolamo | Schio              | Santa Maria        | 380         |     |
| San Rocco di Tretto          | San Rocco                                | Schio              | San Rocco          | 310         |     |
| Santissima Trinità in Schio  | Santissima Trinità                       | Schio              |                    | 6.400       |     |
| Santorso                     | Santa Maria Immacolata                   | Santorso           | centro             | 3.500       |     |
| Seghe                        | Sant'Antonio da Padova                   | Velo d'Astico      | Seghe              | 677         |     |
| Staro                        | Santissima Trinità                       | Valli del Pasubio  | Staro              | 420         |     |
| Timonchio                    | Sant'Antonio confessore                  | Santorso           | Timonchio          | 2.190       |     |
| Tonezza del Cimone           | San Giacomo                              | Tonezza del Cimone | centro             | 500         |     |
| Torrebelvicino               | San Lorenzo martire                      | Torrebelvicino     | centro             | 4.000       |     |
| Valli del Pasubio            | Santa Maria                              | Valli del Pasubio  | centro             | 2.298       |     |
| Velo d'Astico                | Santi Martino e Giorgio                  | Velo d'Astico      | centro             | 1.041       |     |

### Vicariato di Bassano del Grappa-Rosà
Comprende le parrocchie dei comuni di Bassano del Grappa, Nove, Cartigliano, Rosà, Tezze sul Brenta e delle frazioni Santa Croce Bigolina di Cittadella, San Giuseppe e San Zeno di Cassola; non vi sono comprese le frazioni Campagnari-Laghi di Tezze sul Brenta, Campese e Rubbio di Bassano del Grappa (diocesi di Padova). La popolazione del territorio ammonta a 92.172 unità.
| Parrocchia                                 | Patrono                                      | Comune                  | Frazione/Quartiere   | Popolazione | Web |
| ------------------------------------------ | -------------------------------------------- | ----------------------- | -------------------- | ----------- | --- |
| Santa Maria in Colle in Bassano del Grappa | Santa Maria Assunta                          | Bassano del Grappa      | Centro Storico       | 5.500       |     |
| Rosà                                       | Sant'Antonio abate                           | Rosà                    | centro               | 7.821       |     |
| Angarano                                   | Santissima Trinità                           | Bassano del Grappa      | Angarano             | 8.802       |     |
| Belvedere                                  | Sacro Cuore di Gesù                          | Tezze sul Brenta        | Belvedere            | 4.100       |     |
| Cartigliano                                | Santi Simone e Giuda apostoli                | Cartigliano             | centro               | 3.855       |     |
| Cusinati                                   | Immacolata di Lourdes                        | Rosà e Tezze sul Brenta | Cusinati             | 2.350       |     |
| Marchesane                                 | Santa Maria Assunta                          | Bassano del Grappa      | Marchesane           | 2.250       |     |
| Nove                                       | Santi Pietro e Paolo apostoli                | Nove                    | centro               | 5.066       |     |
| Travettore                                 | San Giovanni evangelista                     | Rosà                    | Travettore           | 2.025       |     |
| Santa Croce di Bassano                     | Esaltazione della Santa Croce                | Bassano del Grappa      | Santa Croce          | 12.500      |     |
| Santa Croce Bigolina di Cittadella         | Santa Croce                                  | Cittadella              | Santa Croce Bigolina | 1.060       |     |
| Sant'Anna                                  | Sant'Anna                                    | Rosà                    | Sant'Anna            | 1.750       |     |
| Sant'Eusebio di Bassano                    | Sant'Eusebio                                 | Bassano del Grappa      | Sant'Eusebio         | 1.540       |     |
| San Giuseppe di Cassola                    | San Giuseppe sposo della Beata Vergine Maria | Cassola                 | San Giuseppe         | 7.600       |     |
| San Lazzaro di Bassano                     | San Lazzaro                                  | Bassano del Grappa      | San Lazzaro          | 1.350       |     |
| San Leopoldo di Bassano                    | San Leopoldo Mandic                          | Bassano del Grappa      | Ca' Baroncello       | 2.550       |     |
| San Marco di Bassano                       | San Marco evangelista                        | Bassano del Grappa      | San Marco            | 4.200       |     |
| San Michele di Bassano                     | San Michele arcangelo                        | Bassano del Grappa      | San Michele          | 712         |     |
| San Pietro                                 | San Pietro apostolo                          | Rosà                    | San Pietro           | 1.435       |     |
| San Vito di Bassano                        | Santi Vito, Modesto e Crescenzia             | Bassano del Grappa      | San Vito             | 5.940       |     |
| San Zeno di Cassola                        | San Zeno                                     | Cassola                 | San Zeno             | 2.202       |     |
| Stroppari                                  | Presentazione della Beata Vergine Maria      | Tezze sul Brenta        | Stroppari            | 2.090       |     |
| Tezze sul Brenta                           | San Pietro apostolo e San Rocco              | Tezze sul Brenta        | centro               | 4.650       |     |
| Valrovina                                  | Sant'Ambrogio                                | Bassano del Grappa      | Valrovina            | 824         |     |

### Vicariato di Camisano Vicentino
Comprende le parrocchie dei comuni di Camisano Vicentino, Campodoro, Gazzo, Grumolo delle Abbadesse e Torri di Quartesolo e della frazione Poiana di Granfion di Grisignano di Zocco. La popolazione del territorio ammonta a 34.547 unità.
| Parrocchia              | Patrono                            | Comune                  | Frazione/Quartiere | Popolazione | Web |
| ----------------------- | ---------------------------------- | ----------------------- | ------------------ | ----------- | --- |
| Camisano                | San Nicolò Vescovo                 | Camisano Vicentino      | centro             | 7.666       |     |
| Bevadoro                | San Leonardo                       | Campodoro               | Bevadoro           | 1.221       |     |
| Campodoro               | Santa Margherita vergine e martire | Campodoro               | centro             | 1.499       |     |
| Gaianigo                | San Zaccaria profeta               | Gazzo                   | Gaianigo           | 442         |     |
| Gazzo Padovano          | San Martino vescovo                | Gazzo                   | centro             | 1.490       |     |
| Grantortino             | San Michele arcangelo              | Gazzo                   | Grantortino        | 553         |     |
| Grossa                  | Santi Pietro e Paolo apostoli      | Gazzo                   | Grossa             | 930         |     |
| Grumolo delle Abbadesse | Santa Maria Assunta                | Grumolo delle Abbadesse | centro             | 2.500       |     |
| Lerino                  | San Martino                        | Torri di Quartesolo     | Lerino             | 2.342       |     |
| Marola                  | Presentazione del Signore          | Torri di Quartesolo     | Marola             | 3.472       |     |
| Poiana di Granfion      | San Martino vescovo                | Grisignano di Zocco     | Poiana di Granfion | 932         |     |
| Rampazzo                | Santa Maria Maddalena              | Camisano Vicentino      | Rampazzo           | 966         |     |
| Santa Maria di Camisano | Santa Maria del Rosario            | Camisano Vicentino      | Santa Maria        | 2.294       |     |
| Sarmego                 | San Michele arcangelo              | Grumolo delle Abbadesse | Sarmego            | 995         |     |
| Torri di Quartesolo     | Santi Gervasio e Protasio          | Torri di Quartesolo     | centro             | 6.205       |     |
| Vancimuglio             | San Silvestro                      | Grumolo delle Abbadesse | Vancimuglio        | 240         |     |
| Villalta                | Santi Faustino e Giovita           | Gazzo                   | Villalta           | 800         |     |

### Vicariato di Castelnovo-Malo
Comprende le parrocchie dei comuni di Caldogno, Costabissara, Isola Vicentina, Malo, Marano Vicentino, Monte di Malo, Monteviale, San Vito di Leguzzano e Villaverla; delle frazioni Gambugliano e Monte San Lorenzo di Sovizzo e della frazione Montepulgo di Cornedo Vicentino. La popolazione del territorio ammonta a 69.021 unità.
| Parrocchia            | Patrono                          | Comune                | Frazione/Quartiere | Popolazione | Web                                               |
| --------------------- | -------------------------------- | --------------------- | ------------------ | ----------- | ------------------------------------------------- |
| Castelnovo            | San Vitale martire               | Isola Vicentina       | Castelnovo         | 3.656       |                                                   |
| Caldogno              | San Giovanni Battista            | Caldogno              | centro             | 6.134       |                                                   |
| Costabissara          | San Giorgio martire              | Costabissara          | centro             | 5.336       |                                                   |
| Cresole               | Sant'Urbano papa e martire       | Caldogno              | Cresole            | 2.271       |                                                   |
| Gambugliano           | Santi Vito, Modesto e Crescenzia | Sovizzo               | Gambugliano        | 516         |                                                   |
| Ignago                | San Leonardo                     | Isola Vicentina       | Ignago             | 320         |                                                   |
| Isola Vicentina       | San Pietro Apostolo              | Isola Vicentina       | centro             | 5.679       |                                                   |
| Monte San Lorenzo     | San Lorenzo Martire              | Sovizzo               | Monte San Lorenzo  | 281         |                                                   |
| Monteviale            | Santa Maria Assunta              | Monteviale            | centro             | 2.727       |                                                   |
| Motta                 | San Cristoforo                   | Costabissara          | Motta              | 1.855       |                                                   |
| Novoledo              | Sant'Andrea apostolo             | Villaverla            | Novoledo           | 1.883       |                                                   |
| Rettorgole            | San Bartolomeo                   | Caldogno              | Rettorgole         | 2.681       |                                                   |
| Torreselle            | San Giovanni Battista            | Isola Vicentina       | Torreselle         | 417         |                                                   |
| Villaverla            | San Domenico                     | Villaverla            | centro             | 4.430       |                                                   |
| Malo                  | Santa Maria in San Benedetto     | Malo                  | centro             | 11.052      |                                                   |
| Faedo                 | San Bartolomeo apostolo          | Monte di Malo         | Faedo              | 65          |                                                   |
| Leguzzano             | San Valentino martire            | San Vito di Leguzzano | Leguzzano          | 185         |                                                   |
| Marano                | Santa Maria Annunciata           | Marano Vicentino      | centro             | 9.655       | Archiviato il 17 maggio 2014 in Internet Archive. |
| Molina di Malo        | Santa Maria                      | Malo                  | Molina             | 1.780       |                                                   |
| Monte di Malo         | San Giuseppe                     | Monte di Malo         | centro             | 1.770       |                                                   |
| Montepulgo            | San Francesco d'Assisi           | Cornedo Vicentino     | Montepulgo         | 88          |                                                   |
| Priabona              | Santa Maria                      | Monte di Malo         | Priabona           | 840         |                                                   |
| San Tomio di Malo     | San Tommaso apostolo             | Malo                  | San Tomio          | 2.030       |                                                   |
| San Vito di Leguzzano | Santi Vito, Modesto e Crescenzia | San Vito di Leguzzano | centro             | 3.370       |                                                   |

### Vicariato di Cologna Veneta-Montecchia di Crosara-San Bonifacio
Comprende le parrocchie dei comuni di Arcole, Cologna Veneta, Montecchia di Crosara, Pressana, Roncà, Roveredo di Guà, San Giovanni Ilarione, San Bonifacio, Veronella e Zimella e delle frazioni Brognoligo e Costalunga di Monteforte d'Alpone. Non comprende la località Miega di Veronella (diocesi di Verona). La popolazione del territorio ammonta a 67.290 unità.
| Parrocchia                | Patrono                                                       | Comune                | Frazione/Quartiere | Popolazione | Web |
| ------------------------- | ------------------------------------------------------------- | --------------------- | ------------------ | ----------- | --- |
| Cologna Veneta            | Santa Maria Nascente                                          | Cologna Veneta        | centro             | 5.340       |     |
| Baldaria                  | Santa Giustina                                                | Cologna Veneta        | Baldaria           | 1.100       |     |
| Bonaldo                   | Sant'Apollinare vescovo e martire                             | Zimella               | Bonaldo            | 1.185       |     |
| Caselle di Pressana       | Santa Maria Maddalena                                         | Pressana              | Caselle            | 636         |     |
| Crosare                   | Sacro Cuore e Immacolata Concezione della Beata Vergine Maria | Pressana              | Crosare            | 355         |     |
| Pressana                  | Santa Maria Assunta                                           | Pressana              | centro             | 1.675       |     |
| Roveredo di Guà           | San Pietro apostolo                                           | Roveredo di Guà       | centro             | 1.304       |     |
| Sabbion                   | San Giovanni Battista                                         | Cologna Veneta        | Sabbion            | 665         |     |
| Sant'Andrea di Cologna    | Sant'Andrea apostolo                                          | Cologna Veneta        | Sant'Andrea        | 977         |     |
| San Gregorio di Cavalpone | San Gregorio magno                                            | Veronella             | San Gregorio       | 2.790       |     |
| San Sebastiano di Cologna | San Sebastiano martire                                        | Cologna Veneta        | San Sebastiano     | 380         |     |
| Spessa                    | Santa Maria della Neve                                        | Cologna Veneta        | Spessa             | 860         |     |
| Veronella                 | San Giovanni Battista                                         | Veronella             | centro             | 1.438       |     |
| Zimella                   | San Floriano martire                                          | Zimella               | centro             | 1.130       |     |
| San Bonifacio             | Sant'Abbondio                                                 | San Bonifacio         | centro             | 9.450       |     |
| Arcole                    | San Giorgio                                                   | Arcole                | centro             | 3.590       |     |
| Gazzolo                   | San Bartolomeo                                                | Arcole                | Gazzolo            | 2.100       |     |
| Lobia di San Bonifacio    | Santa Lucia                                                   | San Bonifacio         | Lobia              | 1.205       |     |
| Locara                    | San Giovanni Battista                                         | San Bonifacio         | Locara             | 2.220       |     |
| Praissola                 | San Giuseppe lavoratore                                       | San Bonifacio         | Praissola          | 3.650       |     |
| Prova                     | Santa Maria Presentata al Tempio                              | San Bonifacio         | Prova              | 3.550       |     |
| Santo Stefano di Zimella  | Santo Stefano protomartire                                    | Zimella               | Santo Stefano      | 2.165       |     |
| Villanova                 | San Pietro                                                    | San Bonifacio         | Villanova          | 2.570       |     |
| Volpino                   | Santa Maria Maddalena                                         | Zimella               | Volpino            | 603         |     |
| Montecchia di Crosara     | Santa Maria                                                   | Montecchia di Crosara | centro             | 4.062       |     |
| Brenton                   | San Pietro apostolo                                           | Roncà                 | Brenton            | 161         |     |
| Brognoligo                | Santo Stefano protomartire                                    | Monteforte d'Alpone   | Brognoligo         | 1.340       |     |
| Cattignano                | San Benedetto abate                                           | San Giovanni Ilarione | Cattignano         | 268         |     |
| Costalunga                | San Brizio                                                    | Monteforte d'Alpone   | Costalunga         | 2.062       |     |
| Roncà                     | Santa Maria Annunziata                                        | Roncà                 | centro             | 2.115       |     |
| Santa Caterina in Villa   | Santa Caterina                                                | San Giovanni Ilarione | centro             | 3.773       |     |
| San Giovanni Ilarione     | San Giovanni Battista                                         | San Giovanni Ilarione | Castello           | 1.068       |     |
| Santa Margherita di Roncà | Santa Margherita vergine e martire                            | Roncà                 | Santa Margherita   | 236         |     |
| Terrossa                  | Santa Maria Maddalena                                         | Roncà                 | Terrossa           | 1.267       |     |

### Vicariato di Dueville-Sandrigo
Comprende le parrocchie dei comuni di Bolzano Vicentino, Bressanvido, Dueville, Montecchio Precalcino, Monticello Conte Otto, Quinto Vicentino, Pozzoleone e Sandrigo. La popolazione del territorio ammonta a 53.695 unità.
| Parrocchia            | Patrono                               | Comune                | Frazione/Quartiere | Popolazione | Web |
| --------------------- | ------------------------------------- | --------------------- | ------------------ | ----------- | --- |
| Dueville              | Santa Maria e Santa Fosca             | Dueville              | centro             | 8.150       |     |
| Cavazzale             | San Matteo apostolo                   | Monticello Conte Otto | Cavazzale          | 6.300       |     |
| Levà                  | Santissimo Redentore                  | Montecchio Precalcino | Levà               | 1.649       |     |
| Montecchio Precalcino | Santi Vito, Modesto e Crescenzia      | Montecchio Precalcino | centro             | 3.409       |     |
| Monticello Conte Otto | San Pietro apostolo                   | Monticello Conte Otto | centro             | 1.697       |     |
| Passo di Riva         | Santa Maria del Rosario               | Dueville              | Passo di Riva      | 1.500       |     |
| Povolaro              | San Sebastiano                        | Dueville              | Povolaro           | 3.547       |     |
| Vigardolo             | Santi Floriano e Valentino            | Monticello Conte Otto | Vigardolo          | 1.580       |     |
| Vivaro                | Santi Girolamo e Bernardino           | Dueville              | Vivaro             | 1.230       |     |
| Sandrigo              | Santi Maria, Filippo e Giacomo        | Sandrigo              | centro             | 7.010       |     |
| Ancignano             | San Pancrazio                         | Sandrigo              | Ancignano          | 690         |     |
| Bolzano Vicentino     | Santa Maria                           | Bolzano Vicentino     | centro             | 3.975       |     |
| Bressanvido           | Visitazione della Beata Vergine Maria | Bressanvido           | centro             | 1.585       |     |
| Friola                | Sant'Ambrogio                         | Pozzoleone            | Friola             | 1.029       |     |
| Lanzè                 | Santi Biagio e Rocco                  | Quinto Vicentino      | Lanzè              | 920         |     |
| Lisiera               | Santa Lucia                           | Bolzano Vicentino     | Lisiera            | 1.522       |     |
| Lupia                 | Santo Stefano protomartire            | Sandrigo              | Lupia              | 815         |     |
| Poianella             | Santa Maria Maddalena                 | Bressanvido           | Poianella          | 1.570       |     |
| Pozzoleone            | Santa Maria e San Valentino           | Pozzoleone            | centro             | 1.411       |     |
| Quinto Vicentino      | San Giorgio                           | Quinto Vicentino      | centro             | 2.550       |     |
| Scaldaferro           | Beata Vergine Maria Salus Infirmorum  | Pozzoleone            | Scaldaferro        | 513         |     |
| Valproto              | San Michele arcangelo                 | Quinto Vicentino      | Valproto           | 1.043       |     |

### Vicariato di Fontaniva-Piazzola sul Brenta
Comprende le parrocchie dei comuni di Carmignano di Brenta, Grantorto, Piazzola sul Brenta e San Giorgio in Bosco, Fontaniva e San Pietro in Gu e della frazione Facca di Cittadella; non vi appartiene la parrocchia della frazione Sant'Anna Morosina di San Giorgio in Bosco (diocesi di Padova). La popolazione del territorio ammonta a 43.673 unità.
| Parrocchia            | Patrono                                            | Comune               | Frazione/Quartiere    | Popolazione | Web |
| --------------------- | -------------------------------------------------- | -------------------- | --------------------- | ----------- | --- |
| Fontaniva             | Santa Maria e Beato Bertrando                      | Fontaniva            | centro                | 7.880       |     |
| Piazzola sul Brenta   | Natività della Beata Vergine Maria e San Silvestro | Piazzola sul Brenta  | centro                | 5.530       |     |
| Camazzole             | San Bernardino                                     | Carmignano di Brenta | Camazzole             | 925         |     |
| Carmignano di Brenta  | Santa Maria Assunta                                | Carmignano di Brenta | centro                | 6.670       |     |
| Carturo               | Santa Maria                                        | Piazzola sul Brenta  | Carturo               | 913         |     |
| Grantorto             | Santi Biagio e Daniele                             | Grantorto            | centro                | 4.350       |     |
| Facca                 | Santa Maria Assunta                                | Cittadella           | Facca                 | 1.300       |     |
| Isola Mantegna        | Santi Matteo e Gottardo                            | Piazzola sul Brenta  | Isola Mantegna        | 483         |     |
| Lobia di Persegara    | San Bartolomeo apostolo                            | San Giorgio in Bosco | Lobia                 | 1.025       |     |
| Paviola               | Visitazione della Beata Vergine Maria              | San Giorgio in Bosco | Paviola               | 760         |     |
| Presina               | San Bartolomeo apostolo                            | Piazzola sul Brenta  | Presina               | 1.305       |     |
| San Giorgio in Bosco  | San Giorgio martire                                | San Giorgio in Bosco | centro                | 2.930       |     |
| San Giorgio in Brenta | San Giorgio martire                                | Fontaniva            | San Giorgio in Brenta | 1.302       |     |
| San Pietro in Gù      | San Lorenzo in San Pietro                          | San Pietro in Gu     | centro                | 4.610       |     |
| Tremignon             | San Giorgio martire                                | Piazzola sul Brenta  | Tremignon             | 1.980       |     |
| Vaccarino             | San Michele arcangelo                              | Piazzola sul Brenta  | Vaccarino             | 1.710       |     |

### Vicariato di Lonigo
Comprende le parrocchie dei comuni di Alonte, Gambellara, Lonigo, Montebello Vicentino, Sarego e Val Liona. La popolazione del territorio ammonta a 37.180 unità.
| Parrocchia                    | Patrono                | Comune               | Frazione/Quartiere     | Popolazione | Web                                              |
| ----------------------------- | ---------------------- | -------------------- | ---------------------- | ----------- | ------------------------------------------------ |
| Lonigo - Duomo                | Santissimo Redentore   | Lonigo               | centro                 | 11.264      | Archiviato il 12 marzo 2010 in Internet Archive. |
| Agugliana                     | San Nicola             | Montebello Vicentino | Agugliana              | 177         |                                                  |
| Almisano                      | Santi Pietro e Paolo   | Lonigo               | Almisano               | 1.388       |                                                  |
| Alonte                        | San Biagio             | Alonte               | centro                 | 1.250       |                                                  |
| Bagnolo                       | Santa Maria            | Lonigo               | Bagnolo                | 916         |                                                  |
| Campolongo                    | Sant'Andrea apostolo   | Val Liona            | Campolongo             | 100         |                                                  |
| Corlanzone                    | San Michele arcangelo  | Alonte               | Corlanzone             | 350         |                                                  |
| Gambellara                    | San Pietro apostolo    | Gambellara           | centro                 | 2.400       |                                                  |
| Grancona                      | San Pietro apostolo    | Val Liona            | Grancona               | 1.295       |                                                  |
| Lonigo - Madonna dei Miracoli | Santa Maria            | Lonigo               | Madonna                | 1.832       |                                                  |
| Meledo                        | San Maurizio           | Sarego               | Meledo                 | 3.107       |                                                  |
| Montebello Vicentino          | Santa Maria Assunta    | Montebello Vicentino | centro                 | 6.040       |                                                  |
| Monticello di Fara            | San Giovanni Bosco     | Sarego               | Monticello di Fara     | 1.499       |                                                  |
| Monticello di Lonigo          | Sant'Apollinare        | Lonigo               | Monticello             | 275         |                                                  |
| San Germano dei Berici        | San Germano            | Val Liona            | San Germano dei Berici | 537         |                                                  |
| Sarego                        | Santa Maria Assunta    | Sarego               | centro                 | 2.151       |                                                  |
| Selva di Montebello           | Santa Maria Annunziata | Montebello Vicentino | Selva                  | 410         |                                                  |
| Sorio                         | San Giorgio            | Gambellara           | Sorio                  | 1.047       |                                                  |
| Spiazzo                       | San Vincenzo martire   | Val Liona            | Spiazzo                | 595         |                                                  |
| Villa del Ferro               | San Martino vescovo    | Val Liona            | Villa del Ferro        | 547         |                                                  |

### Vicariato di Marostica
Comprende le parrocchie dei comuni di Breganze, Colceresa, Marostica, Pianezze, Sarcedo e Schiavon; non vi sono comprese le parrocchie delle frazioni Crosara, Pradipaldo, San Luca e Valle San Floriano di Marostica (diocesi di Padova). La popolazione del territorio ammonta a 37.367 unità.
| Parrocchia                | Patrono                | Comune    | Frazione/Quartiere | Popolazione | Web |
| ------------------------- | ---------------------- | --------- | ------------------ | ----------- | --- |
| Marostica - Duomo         | Santa Maria Assunta    | Marostica | centro             | 4.595       |     |
| Breganze                  | Santa Maria Assunta    | Breganze  | centro             | 8.085       |     |
| Longa                     | San Giovanni Battista  | Schiavon  | Longa              | 1.303       |     |
| Madonnetta di Sarcedo     | Santa Maria Assunta    | Sarcedo   | Madonnetta         | 2.565       |     |
| Maragnole                 | San Francesco da Paola | Breganze  | Maragnole          | 1.304       |     |
| Marsan                    | Santa Maria            | Marostica | Marsan             | 1.060       |     |
| Mason Vicentino           | Sant'Andrea apostolo   | Colceresa | Mason Vicentino    | 2.475       |     |
| Molvena                   | San Zeno               | Colceresa | Molvena            | 1.300       |     |
| Mure                      | Santo Stefano          | Colceresa | Mure               | 850         |     |
| Pianezze San Lorenzo      | San Lorenzo martire    | Pianezze  | centro             | 2.359       |     |
| Sant'Antonio in Marostica | Sant'Antonio abate     | Marostica | centro             | 5.386       |     |
| Sarcedo                   | Sant'Andrea apostolo   | Sarcedo   | centro             | 2.650       |     |
| Schiavon                  | Santa Margherita       | Schiavon  | centro             | 1.330       |     |
| Vallonara                 | San Giovanni Battista  | Marostica | Vallonara          | 841         |     |
| Villa di Molvena          | San Cristoforo         | Colceresa | Villa              | 300         |     |
| Villaraspa                | San Francesco d'Assisi | Colceresa | Villaraspa         | 964         |     |

### Vicariato di Montecchio Maggiore
Comprende le parrocchie dei comuni di Altavilla Vicentina, Brendola, Montecchio Maggiore e Sovizzo. La popolazione del territorio ammonta a 49.064 unità.
| Parrocchia                                | Patrono                            | Comune                        | Frazione/Quartiere | Popolazione | Web |
| ----------------------------------------- | ---------------------------------- | ----------------------------- | ------------------ | ----------- | --- |
| San Vitale di Montecchio Maggiore         | Santa Maria e San Vitale           | Montecchio Maggiore           | centro             | 4.480       |     |
| Altavilla                                 | Santissimo Redentore e Sant'Urbano | Altavilla Vicentina           | centro             | 8.400       |     |
| Alte Ceccato                              | San Paolo apostolo                 | Montecchio Maggiore           | Alte Ceccato       | 7.500       |     |
| Brendola                                  | San Michele arcangelo              | Brendola                      | centro             | 2.930       |     |
| Immacolata di Montecchio Maggiore         | Santa Maria Immacolata             | Montecchio Maggiore           | centro-nord        | 2.590       |     |
| Madonna dei Prati                         | Beata Vergine Maria                | Brendola                      | Pedocchio          | 1.890       |     |
| Montemezzo                                | San Bartolomeo apostolo            | Sovizzo                       | Montemezzo         | 734         |     |
| San Pietro di Montecchio Maggiore         | San Pietro apostolo                | Montecchio Maggiore           | centro-est         | 7.171       |     |
| Santissima Trinità di Montecchio Maggiore | Santissima Trinità                 | Montecchio Maggiore           | Santissima Trinità | 477         |     |
| Sant'Urbano di Montecchio Maggiore        | Sant'Urbano                        | Montecchio Maggiore           | Sant'Urbano        | 697         |     |
| San Vito di Brendola                      | San Vito                           | Brendola                      | San Vito           | 425         |     |
| Sovizzo Alto                              | Santa Maria Annunziata             | Sovizzo                       | Sovizzo Colle      | 925         |     |
| Sovizzo Basso                             | Santa Maria Assunta                | Sovizzo                       | centro             | 3.935       |     |
| Tavernelle                                | Santa Maria Nascente               | Altavilla Vicentina e Sovizzo | Tavernelle         | 4.200       |     |
| Valdimolino                               | Santa Maria di Loreto              | Montecchio Maggiore           | Valdimolino        | 355         |     |
| Valmarana                                 | San Biagio vescovo                 | Altavilla Vicentina           | Valmarana          | 1.095       |     |
| Vò di Brendola                            | Santo Stefano protomartire         | Brendola                      | Vò di Brendola     | 1.260       |     |

### Vicariato di Noventa Vicentina-Riviera Berica
Comprende le parrocchie dei comuni di Agugliaro, Albettone, Asigliano Veneto, Barbarano Mossano, Campiglia dei Berici, Castegnero, Longare, Nanto, Noventa Vicentina, Orgiano, Pojana Maggiore, Sossano e Villaga e della frazione Colzè di Montegalda; non vi è compresa la parrocchia della frazione San Giovanni in Monte di Barbarano Mossano (vicariato urbano). La popolazione del territorio ammonta a 46.736 unità.
| Parrocchia           | Patrono                          | Comune               | Frazione/Quartiere  | Popolazione | Web                      |
| -------------------- | -------------------------------- | -------------------- | ------------------- | ----------- | ------------------------ |
| Noventa Vicentina    | Santi Vito, Modesto e Crescenzia | Noventa Vicentina    | centro              | 8.020       |                          |
| Agugliaro            | San Michele arcangelo            | Agugliaro            | centro              | 1.413       |                          |
| Albettone            | Santa Maria Nascente             | Albettone            | centro              | 1.604       |                          |
| Asigliano            | San Martino vescovo              | Asigliano Veneto     | centro              | 930         |                          |
| Cagnano              | San Pietro apostolo              | Pojana Maggiore      | Cagnano             | 1.293       |                          |
| Campiglia dei Berici | San Pietro apostolo              | Campiglia dei Berici | centro              | 1.775       | http://www.campiglia.it/ |
| Cicogna              | San Giovanni Battista            | Pojana Maggiore      | Cicogna             | 505         |                          |
| Colloredo            | San Girolamo                     | Sossano              | Colloredo           | 716         |                          |
| Lovertino            | San Silvestro                    | Albettone            | Lovertino           | 542         |                          |
| Orgiano              | Santa Maria Assunta              | Orgiano              | centro              | 2.510       |                          |
| Pilastro             | Santa Maria Ausiliatrice         | Orgiano e Sossano    | Pilastro            | 820         |                          |
| Poiana Maggiore      | Santa Maria Nascente             | Pojana Maggiore      | centro              | 3.016       |                          |
| Saline               | Cuore Immacolato e San Giovanni  | Noventa Vicentina    | Saline              | 980         |                          |
| Sossano              | San Michele arcangelo            | Sossano              | centro              | 3.761       |                          |
| Barbarano            | Santa Maria Assunta              | Barbarano Mossano    | Barbarano Vicentino | 1.750       |                          |
| Belvedere di Villaga | Sant'Antonio abate               | Villaga              | Belvedere           | 610         |                          |
| Bosco di Nanto       | Santissimo Salvatore             | Nanto                | Bosco di Nanto      | 1.071       |                          |
| Castegnero           | San Giorgio martire              | Castegnero           | centro              | 1.111       |                          |
| Colzè                | San Zenone                       | Montegalda           | Colzè               | 750         |                          |
| Costozza             | San Mauro                        | Longare              | Costozza            | 2.176       |                          |
| Longare              | Santa Maria Maddalena            | Longare              | centro              | 1.915       |                          |
| Lumignano            | San Majolo                       | Longare              | Lumignano           | 1.163       |                          |
| Mossano              | San Pietro apostolo              | Barbarano Mossano    | Mossano             | 550         |                          |
| Nanto                | Santa Maria Annunziata           | Nanto                | centro              | 1.576       |                          |
| Ponte di Barbarano   | Sacro Cuore di Gesù              | Barbarano Mossano    | Ponte di Barbarano  | 2.250       |                          |
| Ponte di Mossano     | Santa Maria Immacolata           | Barbarano Mossano    | Ponte di Mossano    | 950         |                          |
| Pozzolo              | Santa Lucia                      | Villaga              | Pozzolo             | 654         |                          |
| Toara                | San Giorgio                      | Villaga              | Toara               | 241         |                          |
| Villaga              | San Michele arcangelo            | Villaga              | centro              | 475         |                          |
| Villaganzerla        | San Michele arcangelo            | Castegnero           | Villaganzerla       | 1.609       |                          |

### Vicariato di Val del Chiampo
Comprende le parrocchie dei comuni di Altissimo, Arzignano, Chiampo, Crespadoro, Montorso Vicentino, Nogarole Vicentino, San Pietro Mussolino e Zermeghedo. La popolazione del territorio ammonta a 52.175 unità.
| Parrocchia                         | Patrono                                            | Comune               | Frazione/Quartiere | Popolazione | Web |
| ---------------------------------- | -------------------------------------------------- | -------------------- | ------------------ | ----------- | --- |
| Chiampo                            | Santa Maria Assunta e San Martino                  | Chiampo              | centro             | 12.892      |     |
| Altissimo                          | San Nicola                                         | Altissimo            | centro             | 737         |     |
| Alvese                             | San Giuseppe                                       | Nogarole Vicentino   | Alvese             | 151         |     |
| Campanella                         | San Macario                                        | Altissimo            | Campanella         | 321         |     |
| Campodalbero                       | San Giovanni ante Portam Latinam                   | Crespadoro           | Campodalbero       | 39          |     |
| Castello d'Arzignano               | Visitazione della Beata Vergine Maria              | Arzignano            | Castello           | 2.128       |     |
| Crespadoro                         | Sant'Andrea apostolo                               | Crespadoro           | centro             | 1.266       |     |
| Durlo                              | Santa Margherita vergine e martire                 | Crespadoro           | Durlo              | 226         |     |
| Madonnetta di Arzignano            | Beata Vergine Maria Addolorata                     | Arzignano            | Costo              | 1.334       |     |
| Marana                             | San Rocco                                          | Crespadoro           | Marana             | 191         |     |
| Molino d'Altissimo                 | San Francesco d'Assisi                             | Altissimo            | Molino             | 1.230       |     |
| Montorso                           | San Biagio                                         | Montorso Vicentino   | centro             | 3.172       |     |
| Nogarole                           | Santi Simone e Giuda                               | Nogarole Vicentino   | centro             | 850         |     |
| Ognissanti in Arzignano            | Tutti i Santi                                      | Arzignano            | centro             | 11.450      |     |
| Pugnello                           | Santi Sebastiano e Rocco                           | Arzignano            | Pugnello           | 490         |     |
| Restena                            | Madonna di Monte Berico                            | Arzignano            | Restena            | 754         |     |
| San Bortolo di Arzignano           | San Bartolomeo apostolo e Santa Maria Ausiliatrice | Arzignano            | San Bortolo        | 2.600       |     |
| San Giovanni Battista in Arzignano | San Giovanni Battista                              | Arzignano            | centro             | 4.833       |     |
| San Pietro Mussolino               | San Pietro apostolo                                | San Pietro Mussolino | centro             | 1.613       |     |
| San Zeno di Arzignano              | San Zenone                                         | Arzignano            | San Zenone         | 2.650       |     |
| Tezze di Arzignano                 | Sant'Agata vergine e martire                       | Arzignano            | Tezze              | 1.870       |     |
| Zermeghedo                         | San Michele arcangelo                              | Zermeghedo           | centro             | 1.378       |     |

### Vicariato di Valdagno
Comprende le parrocchie dei comuni di Brogliano, Castelgomberto, Cornedo Vicentino, Recoaro Terme, Trissino e Valdagno; non vi è compresa la parrocchia della frazione Montepulgo di Cornedo Vicentino (vicariato di Malo). La popolazione del territorio ammonta a 66.949 unità.
| Parrocchia                     | Patrono                          | Comune            | Frazione/Quartiere | Popolazione | Web |
| ------------------------------ | -------------------------------- | ----------------- | ------------------ | ----------- | --- |
| San Clemente di Valdagno       | San Clemente papa                | Valdagno          | centro             | 9.508       |     |
| Brogliano                      | San Martino                      | Brogliano         | centro             | 2.910       |     |
| Campotamaso                    | San Giovanni Battista            | Valdagno          | Campotamaso        | 612         |     |
| Castelgomberto                 | Santi Pietro e Paolo             | Castelgomberto    | centro             | 4.960       |     |
| Castelvecchio                  | Santa Maria Assunta e San Tomaso | Valdagno          | Castelvecchio      | 460         |     |
| Cerealto                       | Santa Caterina vergine e martire | Valdagno          | Cerealto           | 150         |     |
| Cereda                         | Sant'Andrea apostolo             | Cornedo Vicentino | Cereda             | 1.949       |     |
| Cornedo                        | San Giovanni Battista            | Cornedo Vicentino | centro             | 7.400       |     |
| Fongara                        | San Leonardo                     | Recoaro Terme     | Fongara            | 167         |     |
| Lovara                         | San Pietro apostolo              | Trissino          | Lovara             | 588         |     |
| Maglio di Sopra                | Santissima Trinità               | Valdagno          | Maglio di Sopra    | 2.090       |     |
| Massignani Alti                | Sant'Antonio di Padova           | Valdagno          | Massignani         | 335         |     |
| Merendaore                     | San Francesco                    | Recoaro Terme     | Merendaore         | 546         |     |
| Muzzolon                       | San Marco evangelista            | Cornedo Vicentino | Muzzolon           | 980         |     |
| Novale                         | San Paolo apostolo               | Valdagno          | Novale             | 4.460       |     |
| Parlati                        | Santa Maria Madre della Chiesa   | Recoaro Terme     | Parlati            | 574         |     |
| Piana di Valdagno              | San Giuseppe                     | Valdagno          | Piana              | 1.900       |     |
| Quargnenta                     | Santi Lorenzo e Lucia            | Brogliano         | Quargnenta         | 930         |     |
| Recoaro Terme                  | Sant'Antonio abate               | Recoaro Terme     | centro             | 3.609       |     |
| Rovegliana                     | Santa Margherita vergine         | Recoaro Terme     | Rovegliana         | 1.945       |     |
| San Benedetto                  | San Benedetto                    | Trissino          | San Benedetto      | 301         |     |
| San Gaetano in Valdagno        | San Gaetano Thiene               | Valdagno          | Città Sociale      | 2.541       |     |
| Santa Maria Madre della Chiesa | Santa Maria Madre della Chiesa   | Valdagno          | Ponte dei Nori     | 5.800       |     |
| San Quirico                    | San Quirico                      | Valdagno          | San Quirico        | 1.890       |     |
| Selva di Trissino              | Santa Maria Maddalena            | Trissino          | Selva              | 351         |     |
| Spagnago                       | San Giuseppe lavoratore          | Cornedo Vicentino | Spagnago           | 1.350       |     |
| Trissino                       | Sant'Andrea apostolo             | Trissino          | centro             | 7.543       |     |
| Valle di Castelgomberto        | Santa Cecilia                    | Castelgomberto    | Valle              | 1.100       |     |